# 차우리 (가수)
차우리(1967년 ~ )는 대한민국의 가수다. 2004년 정규 앨범 [사심]으로 데뷔했다.

## 방송
- 아침마당 (2022)
- 히든싱어 7 (2022) - 노사연 편 6위

## 음반
- 사심 (2004)
- 반반 (2005)

## 영화
- 챔피언 마빡이 (2007) - 문방구아줌마 역

## 기타
- K준 [K준 프로젝트 (나 가거든)] 수록곡 <나를 잊어줘> 보컬 참여 (2007)